# Trifena (nome)
Trifena  è un nome proprio di persona italiano femminile.

## Varianti
- Femminili: Trifene[1], Trifenia[1]
- Maschili: Trifone[1][2]

### Varianti in altre lingue
- Catalano: Trifene
- Greco antico: Τρύφαινα (Trýphaina)[3]
- Greco biblico: Τρύφαινα (Trýphaina)[3]
- Inglese: Tryphena[3]
- Latino: Tryphaena (Triphæna)[1], Triphina[1]
- Polacco: Tryfajna
- Portoghese: Trifena
- Russo: Трифаена (Trifaena)
- Spagnolo: Trifena

## Origine e diffusione
Si tratta di una variante femminile del nome Trifone, del quale condivide tanto l'origine e il significato (da τρυφή, tryphḕ, "dolcezza", "delicatezza", quindi "deliziosa", "delicata"), quanto la scarsa diffusione.
Questo nome viene citato nel Nuovo Testamento, dove Trifena è una cristiana di Roma salutata da Paolo nella sua lettera ai Romani (16:12).

## Onomastico
L'onomastico si può festeggiare il 31 gennaio, in memoria di santa Trifena, martire a Cizico, oppure in memoria della già citata Trifena nominata da Paolo nella sua lettera, anch'essa commemorata come santa il 10 novembre.

## Persone
- Cleopatra Trifena - regina tolemaica
- Cleopatra VI Trifena - regina tolemaica
- Trifena di Cizico - martire cristiana